# Elassogaster anteapicalis
Elassogaster anteapicalis är en tvåvingeart som beskrevs av Friedrich Georg Hendel 1914. Elassogaster anteapicalis ingår i släktet Elassogaster och familjen bredmunsflugor.
Artens utbredningsområde är Taiwan. Inga underarter finns listade i Catalogue of Life.